# ناگوره گابیانس
ناگوره گابیانس (اسپانیایی: Nagore Gabellanes‎؛ زادهٔ ۲۵ ژانویه ۱۹۷۳) بازیکن هاکی روی چمن اهل اسپانیا است که در مسابقات کشوری و بین‌المللی در مجموع برندهٔ ۱ مدال طلا، ۱ مدال نقره شده‌است.